# .gy
.gy – domena internetowa przypisana do Gujany. Została utworzona 13 września 1994. Zarządza nią Uniwersytet w Gujanie.